# I See Stars
I See Stars, ou ISS, est un groupe d'electronicore américain, originaire de Warren, dans le Michigan. Formé en 2005, le groupe est composé de Devin Oliver (chant, chant guttural), d'Andrew Oliver (synthétiseur, chœurs), de Brent Allen (guitare principale), et de Jeff Valentine (basse). I See Stars est reconnu comme un groupe d'electronicore, incorporant des éléments de post-hardcore et de metalcore avec leur son electronica. C'est ainsi l'un des premiers groupes connus d'electronicore. Le groupe compte cinq albums et plusieurs enregistrements publiés par leur label Sumerian Records.
Ils comptent deux EP avant la sortie de leur premier album, 3-D, en 2009, qui est classé 176e du Billboard 200. Leur deuxième album, The End of the World Party, est publié le 22 février 2011. Le troisième album du groupe Digital Renegade (sorti le 13 mars 2012) a démontré un changement de style avec plus d'agressivité que sur les précédents albums. Le groupe est également apparu sur la chanson Beauty And The Beast, par le producteur de Dubstep Bare. I See Stars sort son premier album de remixes nommé Renegades Forever le 28 mai 2013. Le quatrième album du groupe New Demons, sorti le 22 octobre 2013, qui comprend des éléments de musique dance, démontre un style musical encore plus agressif que celui de Digital Renegade. Le 25 mars 2015, le groupe publie son premier album acoustique, intitulé Phases.
La composition du groupe est toujours inchangée, mise à part le départ de Zach Johnson de 2009 à 2010, puis le départ officiel de Zach et de Jimmy Gregerson en milieu 2015. Devin Oliver est maintenant le seul chanteur, il fait le chant normal et le chant crié. Leur cinquième album, Treehouse, est publié le 17 juin 2016, est leur premier album avec cette nouvelle formation à quatre.

## Biographie

### Green Light Go!(2005–2008)
Dans une interview par BVTV avec Devin Oliver et Brent Allen, Devin explique : « Moi, Brent, mon frère à la batterie, et le bassiste Jeff, nous nous connaissions depuis que nous étions enfants, à l'école primaire. » Dans la même interview, il a aussi été dit qu'il n'y a pas de raison spécifique pour le nom du groupe. Ce dernier est officiellement formé en 2006.
Ils publient leur premier EP, Green Light Go !, en 2007, ainsi que plusieurs démos, et un EP (I See Stars) avant de signer avec Sumerian Records en 2008.

### 3-D(2008–2009)
I See Stars enregistre son premier album, 3-D, en 2008 au studio de Chango Gridlock, à Orlando, en Floride, avec comme producteur Cameron Mizell. L'album fut enregistré avec Zach Johnson (chant crié, synthétiseur) qui a quitté le groupe peu après la sortie de l'album, le 14 avril 2009. Chris Moore, membre de Dead Like Me (de 2005 à 2007) et de We Came As Romans (de 2007 à 2008) a rejoint I See Stars pour remplacer Zach.
En août 2008, le groupe a embarqué pour la seconde tournée annuelle de Artery Foundation Across The Nation, mis en vedette par Emarosa avec les supporters de Our Last Night, In Fear And Faith, Burden Of A Day et Broadway. À la fin de 2009, I See Stars a fini sa tournée avec Attack Attack !, Breathe Carolina, Asking Alexandria, et Bury Tomorrow pour la troisième tournée annuelle de Artery Foundation Across The Nation.

### The End of the World Party(2010–2011)
Le groupe entre en studio en mars 2010 pour commencer à écrire et enregistrer leur second album The End of the World Party avec Sumerian Records et Cameron Mizell. Presque immédiatement après avoir fini l'album, le groupe joue pour Vans Warped Tour du 24 juin au 18 juillet 2010. Le 14 juin 2010, le groupe annonce le départ de Chris Moore. Zach Johnson revient pour le Warped Tour 2010.
I See Stars publie le 4 novembre 2010 sur la page YouTube de Sumerian Records un extrait de The End of the World Party et joue durant quelques concerts de 2010 cette chanson avant sa sortie. La version studio entière de la chanson est disponible sur iTunes le 7 décembre 2010. Le groupe révèle la liste des titres le 2 janvier 2011. Avant que l'album ne sorte, la chanson Glow est jouée durant quelques concerts. Le 1er février 2011, l'Alternative Press diffuse le morceau Wonderland. L'album entier est publié le 22 février 2011.
I See Stars joue au Soundwave Festival de 2011, en Australie. Ils soutiennent We the Kings aux côtés de VersaEmerge au Royaume-Uni. Ils participent aussi au American AP Tour de 2011 avec VersaEmerge, Destroy Rebuild Until God Shows et Black Veil Brides. Le 31 mai 2011, le groupe fait ses débuts à la télévision nationale américaine en jouant leurs chansons Glow et What This Means to Me à l'émission Jimmy Kimmel Live!.

### Digital Renegade(2011–2012)
I See Stars participe au Monster Outbreak Tour avec Of Mice and Men en têtes d'affiche et en supporting For the Fallen Dreams, IWrestleDaBearOnce, Abandon All Ships et That's Outrageous! du 26 octobre au 29 novembre. Le groupe, avec Breathe Carolina et Chiodos comme têtes d'affiche, participe à la tournée Scream It Like You Mean It.
Sur certaines interviews, le groupe déclare avoir commencé à enregistrer un nouvel album en septembre 2011, à la fin de la tournée Scream It Like You Mean It. Après quelques séances d’enregistrement, I See Stars commence une tournée en novembre. L'album est produit par Joey Sturgis. La formation est en tête d'affiche du Leave It 2 The Suits Tour avec le soutien de Stick to Your Guns, Memphis May Fire, Our Last Night et Make Me Famous. Dans une vidéo commerciale pour la tournée, il est annoncé que leur troisième album sortirait le 13 mars 2012, avec pour confirmation le titre de l'album : Digital Renegade. 
À minuit, le 8 janvier 2012, une version non masterisée de la chanson Filth Friends Unite est publiée sur la page Facebook du groupe. Une version finalisée de la chanson est disponible le 17 janvier en tant que premier single de l'album. Le second single est NZT48, publié sur YouTube le 23 février en tant que vidéo avec paroles. Elle est sortie le 28 février sur iTunes, ainsi que la pré-commande de l'album. Ce dernier est sorti le 13 mars 2012. Le 30 août 2012, tous les membres sont arrêtés à Saline Country, dans le Kansas, pour la possession de drogues hallucinogènes (le nom de ces dernières n'a pas été spécifié). Les membres eux-mêmes ont été libérés de leur profil judiciaire et Devin commente sur Twitter qu'il « venait juste d'avoir les pires 13 heures de sa vie. »
Un autre single, intitulé The Hardest Mistakes, est publié le 9 octobre 2012, avec la participation de Cassadee Pope. C'est un remix de la chanson Electric Forest. Ils ont également joué sur des dates de la tournée de Falling In Reverse, The Thug in Me is You, mais ils sont rapidement exclus de la tournée. Ils déclarent qu'ils continueraient à faire des tournées bientôt, sans prendre attention des tensions entre I See Stars et Falling In Reverse. Ils ont donc repris les tournées avec Asking Alexandria pour Monster Outbreak Tour accompagnés de As I Lay Dying, Memphis May Fire et Attila.

### Renegades ForeveretNew Demons(2013–2015)
De début à milieu 2013, le groupe enregistre son quatrième album studio, New Demons, dont la sortie est annoncée pour le 22 octobre avec comme producteur Joey Sturgis. Klayton, de Celldweller programme quatre titres de l'album.
Le groupe annonce plus tard avoir enregistré une chanson « au son plus lourd », en collaboration avec Frank Palmeri de Emmure, et une petite apparition de Mattie Montgomery, de For Today. Cette chanson s'intitule Can We Start Again, et est sortie sur YouTube le 12 mai 2013. Les origines de cette chanson : « Cette chanson était à la base une face B de notre album précédent qui a évolué en quelque de beaucoup plus fort que ça. Avec l'aide de Sumerian Records et nos amis Frank Palmeri et Mattie Montgomery, c'est devenu à propos d'une scène qui ressemble bien aux couloirs dans lesquels nous marchions quand nous étions adolescents. Nous avons utilisé les paroles d'une chanson de Bane qui changeait la scène avant que des groupes comme nous tiennent toujours une place dans beaucoup de cœurs. Nous sommes tous ici pour se connecter à travers la musique et faire partie d'un mouvement qui mélange esprits ouverts et cœurs ouverts. Malheureusement, plusieurs personnes choisissent de prospérer hors de la négativité, la désunion et le narcissisme. Cette chanson va à tous nos camarades et amis qui vivent sur ce chemin en faisant ceci chaque année, mais plus importants : pour nos fans qui font que tout ceci est possible. Ce n'est pas une chanson de notre quatrième album. C'est la fermeture du chapitre de Digital Renegade et l'ouverture de notre cassette digitale nommée Renegades Forever. »
Le 17 juin 2013, l'Alternative Press publie une première exclusive sur leur site web de leur premier single de New Demons nommé Violent Bounce (People Like ¥øµ). La date de sortie de New Demons est repoussée du septembre 17 au 22 octobre ; le groupe s'en excuse le 16 septembre sur son compte Twitter : « Je sais que beaucoup de gens pensaient que l'album sortirait demain. Malheureusement nous avions dû repousser ceci. Nous sommes désolés pour les personnes qui s'y attendaient :(. »
Lors du Warped Tour de 2013, le groupe commence à jouer une chanson jusque-là inconnue du public : Ten Thousand Feet, un des titres de l'album. Par ailleurs, un extrait de 20 secondes de Murder Mitten a été ajouté à la vidéo pour la tournée Started From The Bottom, Now We Here. Le 24 septembre à minuit, le groupe a sorti le second single de l'album Murder Mitten avec une vidéo de paroles sur YouTube. Le troisième single New Demons est sorti le 7 octobre en tant que chanson pour les personnes qui ont voulu pré-commander l'album. Ce dernier fut ensuite divulgué le 10 octobre. Le 27 août 2013, I See Stars a annoncé qu'il était en tête d'affiche pour la tournée Started From The Bottom Now We Here avec The Word Alive, Crown The Empire, et en invités Dayshell, Get Scared et Palisades. Ils ont commencé la tourner au théâtre The Historic Sunshine le 29 octobre et fini a St. Louis, le 24 novembre. Le 13 décembre, le groupe a annoncé qu'il serait en supporting d’Attila pour leur tournée The New King's Tour, avec Capture The Crown, Ice Nine Kills et Myka , à partir du 31 janvier 2014. La formation est en tête d'affiche pour The All Stars Tour en été 2014. Ils font également des concerts en décembre 2014 avec Razihel. 
Il est annoncé qu'un album acoustique était en train de se faire, tandis qu'un album de 8 chansons de New Demons remixées est annoncé pour le 23 février 2015. 
Le 16 juin 2015, la page Facebook du groupe est piratée et utilisée pour promouvoir une propagande Islamiste.

### PhasesetTreehouse(depuis 2015)
Le 31 juillet 2015, le groupe annonce leur nouvel enregistrement, Phases. C'est un album acoustique qui comprend sept chansons ré-imaginées de leur précédents albums et quatre reprises. Ils déclarent qu'ils feraient une tournée nommée Phases Tour pour cet album. Après la sortie de Phases, le guitariste rythmique Jimmy Gregerson est prié de quitter le groupe par les autres membres. Il est devenu membre de tournée pour Metro Station. Par ailleurs, cela est révélé sur son compte Instagram : il a quitté le groupe durant le Warped Tour de 2015. Cette information n'a pas été officielle avant d'être confirmée via Twitter, en décembre 2015. Et Zach Johnson ne s'est pas produit non plus durant Phases Tour, ni durant les autres concerts de 2015 de I See Stars.
Le 22 décembre 2015, le groupe publie une courte bande-annonce pour leur quatrième tournée aux États-Unis, montrant également du nouveau matériel attendu pour 2016. Il ne pouvait pas être confirmé de ce que cela signifiait : « une nouvelle chanson, un EP, ou un album ? » Le même jour, Jimmy et Zach publient séparément deux posts Instagram annonçant qu'ils avaient quitté le groupe il y a quelques mois. Ces posts disaient que ce sont les autres membres de I See Stars qui leur avaient demandé de quitter le groupe sans réelle raison. Zach annonce par ailleurs qu'il venait de former un groupe nommé Therefore Farewell. Mais ce groupe n'a sorti qu'un titre (Shadows) et se dissout peu de temps après. Son groupe actuel est Outer Glow.
Devin Oliver se retrouve alors seul au chant : il se met au chant guttural, en parallèle au chant normal. Le groupe a engagé en 2016 un nouveau batteur pour leurs tournées : Dakota « Kooter » Sammons. Andrew Oliver, lui, a remplacé Zach au synthétiseur, ainsi que pour faire les chœurs.
Le cinquième album de I See Stars, Treehouse, sorti le 17 juin, présente un son plus calme et plus électronique que les précédents albums. C'est le premier album avec la nouvelle formation du groupe. Luke Holland, batteur de The Word Alive et ami de I See Stars, est à la batterie pour l'enregistrement de cet album. Il est annoncé le 19 juillet 2016 que Sumerian Records organiserait sa tournée 10 Years in the Black pour fêter sa décennie. On retrouve dans cette tournée Asking Alexandria, Born of Osiris, I See Stars, After The Burial, Upon a Burning Body, et Bad Omens. Les dates des concerts sont disponibles ici. I See Stars y est présent du 25 octobre au 6 décembre. Le groupe tourne aussi pour son Warped Tour qui s'achève courant été 2016.

## Membres

### Membres actuels
- Devin Oliver – chant (depuis 2005), chant guttural (depuis 2015)
- Brent Allen – guitare solo (depuis 2005)
- Jeff Valentine – basse (depuis 2005)
- Andrew Oliver – batterie (2005–2015), synthétiseur, chœurs (depuis 2015)

### Anciens membres
- Chris Moore – chant guttural, claviers, synthétiseur (2009–2010)
- Zach Johnson – chant guttural, synthétiseurs, claviers (2005–2009, 2010–2015)

### Membre de tournée
- Dakota « Kooter » Sammons – batterie, percussions (depuis 2016)
- Nick Scott – guitare rythmique (2015)
- Chris Koo – piano, synthétiseur, chœurs (2015)
- Jacob Halmich – violoncelle (2015)
- Jake Burkey – batterie, percussions (2015)